# Métavariable
En logique, une métavariable (aussi nommée variable métalinguistique ou encore variable syntaxique) est un symbole ou une chaîne de symboles qui appartient à un métalangage et représente des éléments d'un certain langage objet. Par exemple, dans la phrase
Soit A et B deux phrases d'un langage ℒ
les symboles A et B font partie du métalangage dans lequel l'énoncé sur le langage objet ℒ est formulé.
John Corcoran (en) considère cette terminologie malheureuse parce qu'elle masque l'utilisation des schémas et parce que ces « variables » ne s'étendent pas réellement sur un domaine.:220
Les tentatives de formalisation de la notion de métavariable ont abouti à une sorte de théorie des types.